# Anosia umbrosus
Anosia umbrosus är en fjärilsart som beskrevs av Hans Fruhstorfer 1906. Anosia umbrosus ingår i släktet Anosia och familjen praktfjärilar. Inga underarter finns listade i Catalogue of Life.